# USS LST-922

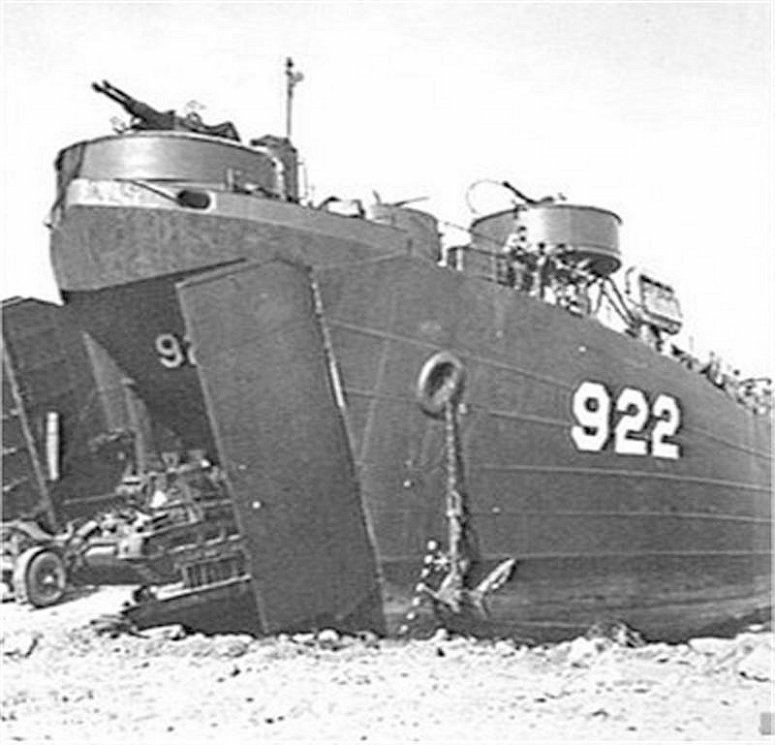
O USS LST-922 encalhou em Morotai, em 30 de maio de 1945, enquanto carregava um tanque Matilda do 2/9º Regimento Blindado do Exército Real Australiano para transporte para Bornéu do Norte e "Operação Oboe 6".

O USS LST-922 foi um navio de guerra norte-americano da classe LST que operou durante a Segunda Guerra Mundial.